# グーテンベルグ・リヒター則

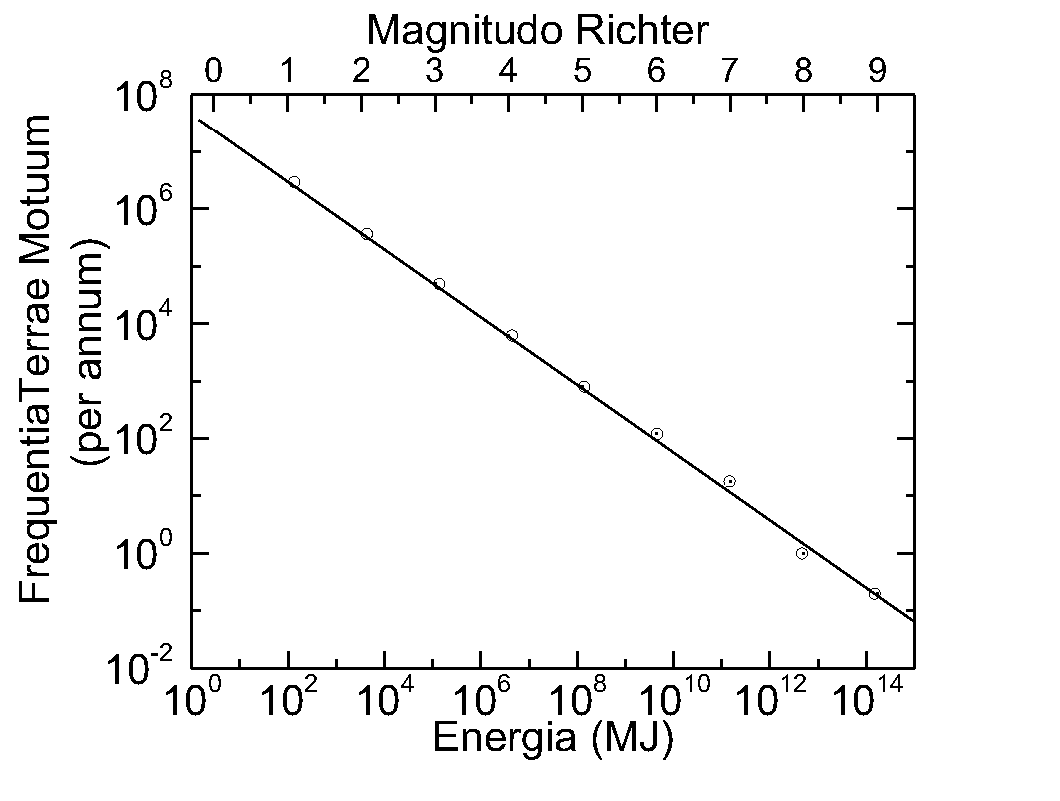
エネルギー（横軸下）とマグニチュード M（横軸上）の対応関係と、その規模の地震が発生する頻度 n（毎年、縦軸）。このグラフの傾きがb値。

グーテンベルグ・リヒター則（グーテンベルグ・リヒターそく、英: Gutenberg–Richter law、GR則またはG-R則）は、ドイツの地震学者ベノー・グーテンベルグとアメリカ合衆国の地震学者チャールズ・リヒターが見出した、地震の発生頻度と規模の関係を表す法則である。片対数グラフで表すと直線関係になる。

## 数式表現

様々なb値に対する地震のマグニチュードM と頻度n の関係

マグニチュードがM のときの地震の頻度をn（回/年）とすると、M とn の関係は、パラメーターa 、b を使って次の式により表される。
{\displaystyle \log _{10}n=a-bM}
または
{\displaystyle \!\,n=10^{a-bM}}
傾きを表すb を「b値」と言う。b値の具体的な値は、統計期間や地域により若干異なるものの、0.9〜1.0前後となる。この式から、マグニチュードが 1 大きくなるごとに地震の回数は約10分の1となることがわかる。
マグニチュードが1大きく成れば地震のエネルギーは約31.6倍になるから、数少ない大地震の方が多くの小地震の集合よりもより大きなエネルギーを放出する。
実際には規模がM からM + dMまで（例えば7.0 ≦ M ＜ 7.5など）の範囲の地震の度数をn(M)dM として、ある地域に起きる地震のマグニチュードの頻度を表す。
{\displaystyle \log _{10}n(M)=a-bM}
また、規模がM 以上の地震の発生数をN(M)としても、
{\displaystyle \log _{10}N(M)=A-bM}
という関係が成り立つ。ここで、{\displaystyle A=a-\log _{10}(b\ln 10)}である。

## G-R則の解釈
地震の規模の分布がG-R則に従うとする理由の説明がいくつか試みられている。

### 物の大きさの分布
{\displaystyle \log X=p-qM}
という式で M と結ばれている X の度数分布は
{\displaystyle n(X)=cX^{-r}},  {\displaystyle r=b/q+1}
というべき分布になり、震源域の体積 V は一次元的な寸法 L の3乗に比例するなら、L の分布は
{\displaystyle n(L)=c''L^{-3}}
岩石を押し潰すと、様々な寸法の破片になり、その破片の寸法Lは近似的に{\displaystyle n(L)\varpropto L^{-\nu }}で表されるべき乗分布をなし{\displaystyle \nu } は3に近い値であることが知られ、寸法Lの破片の数n(L)は破片の体積にほぼ反比例する。

### 分枝モデル
断層破壊の進行が確率 P で止められるとするモデルであり、大きい地震は一旦始まった破壊が運悪くなかなか止まらなかったということになる。

### フラクタル
地震の大きさ、つまり断層の長さや余震の時間分布などはべき分布で表され、これは自己相似性を有したフラクタルと見做すことも可能である。

## b値の変化
b値は、対象とした地震群の性質を示す重要なパラメーターで、最尤法を用いて簡単に測定できる。解析対象の地震について、マグニチュードMmin以上の地震は漏れなく記録されているとすれば、
{\displaystyle b={\frac {\log e}{{\bar {M}}-M_{\mathrm {min} }}}}
で与えられる。ここで、{\displaystyle {\bar {M}}}は、{\displaystyle M}の平均値である。
傾きであるb値には地域性が見られる。一般に、地下構造が複雑で不均質な場所ではb値が大きいとされている。
スマトラ島沖地震 (2004年)や2011年東北地方太平洋沖地震など大地震の発生に先だってb値が低下したとの報告があり、前兆現象のひとつとして注目されている。

## G-R則の問題点
G-R則は全世界の大地震についても局地的な小地震についてもほぼ成り立っているが、問題点が二つある。
一つはb値がb1、b2という二つの地震の集団があるとき、両者を合わせて一つの集団と見做すときb1 = b2 でない限り最早G-R則が成立しない矛盾が生じる。ただし、G-R則は対数スケールであり、データのバラつきのため、この矛盾は左程目立つものではない。
もう一つはG-R則の成立する範囲に限界が存在するという事である。例えば現在Mw9.5のチリ地震を超える規模の地震は知られていないが、G-R則がどの範囲においても直線的に成立するならば、Mw9.5を超えるはるかに大きい地震でも発生確率は0にはならない。しかし、地球は有限の大きさを持ち、あるいは周辺構造による断層サイズの制約から地震の規模にも上限{\displaystyle M_{c}}が存在する筈である。
地震がまったくランダムに起こるとするG-R則に対立する概念として、特定の場所で特定の規模の地震が繰り返すとする固有地震モデルがあるが、このモデルが近似的にでも成立するような場合は、固有地震を何個も含む充分に長い期間に対するマグニチュード{\displaystyle M}の分布は、固有地震の{\displaystyle M}に相当する部分にピークが現れ、固有地震とそれ以外の地震の内最大のものとの間にマグニチュードギャップが生じ、固有地震を除いた小地震の部分についてG-R則が成立する。
この様な実例はほとんど無いから、固有地震説は誤りであるとする見解もあるが、そういう実例はいくつか存在するから固有地震説も無意味ではないとする見解もある。南海トラフ巨大地震などは周期性の巨大地震と考えられているが、周期性が議論されている多くのプレート境界型地震について機器観測による100年程度のデータだけでは不十分ともされる。
微小地震はノイズに埋もれて観測が困難ではあるが、{\displaystyle M}の小さい方にも限界があるとする説もあり、例えば松代群発地震においては{\displaystyle M}が-0.9以下の地震は明らかにG-R則から期待されるより少ないとの見方もある。